# Malishka
Malishka är en ort i Armenien.   Den ligger i provinsen Vajots Dzor, i den sydöstra delen av landet, 90 kilometer sydost om huvudstaden Jerevan. Malishka ligger 1 333 meter över havet och antalet invånare är 4 174.
Terrängen runt Malishka är varierad. Närmaste större samhälle är Yeghegnadzor, 6,5 kilometer väster om Malishka. 
Trakten runt Malishka består i huvudsak av gräsmarker. Runt Malishka är det ganska glesbefolkat, med 28 invånare per kvadratkilometer.